# Culex quinquefasciatus
Espèce
Culex quinquefasciatus est une espèce d'insectes diptères, un moustique vecteur de diverses maladies dont la fièvre du Nil occidental (ou fièvre du Nil), de l'encéphalite de Saint Louis, du paludisme aviaire dû à Plasmodium relictum, du virus d'Oropouche. Sa répartition est cosmopolite.

## Étymologie
En 1823, l'entomologiste américain Thomas Say décrivit Culex (latin pour « moucheron ») quinquefasciatus, qu'il collecta le long du fleuve Mississippi. Initialement écrit comme "C. 5-fasciatus", le nom fait référence à 5 (en latin : quinque) bandes noires, larges et transversales (fasciatus ou fasciae) sur l'abdomen dorsal du moustique. Le nom reste malgré les révélations ultérieures de plus de cinq fascias, grâce à une microscopie améliorée. Bien que quinquefasciatus soit le nom scientifique officiel, il existe au moins cinq noms synonymes pour cette espèce. Say a décrit cette espèce comme « excessivement nombreuse et gênante ».

## Synonymes
Les synonymes proviennent du pôle de référence MIVEGEC ARIM.
- Culex acer Walker, 1848
- Culex aestuans Wiedemann 1828
- Culex aikenii Dyar & Knab 1908
- Culex albolineatus Giles 1901
- Culex anxifer Bigot 1859
- Culex aseyehaevDyar & Knab 1915
- Culex autumnalis Weyentergh 1882
- Culex barbarus Dyar & Knab 1906
- Culex cartroni Ventrillon, 1905
- Culex christophersii Theobald 1907
- Culex cingulatus Doleschall 1856
- Culex cubensis Bigot 1857
- Culex didieri Neveu-Lemaire 1906
- Culex doleschalli Giles 1900
- Culex fatigans Wiedemann 1828
- Culex fouchowensis Theobald 1901
- Culex fuscus Taylor 1914
- Culex goughii Theobald 1911
- Culex haematophagus Ficalbi 1893
- Culex hensemaeon Dyar 1920
- Culex lachrimans Dyar & knab 1909
- Culex luteoannulatus Theobald 1901
- Culex macleayi Skuse 1889
- Culex minorv Theobald 1908
- Culex nigrirostris Enderlein 1920
- Culex pallidocephala Theobald 1904
- Culex penafieli Sanchez 1885
- Culex pungens Wiedemann 1828
- Culex pygmaeus Neveu-Lemaire 1906
- Culex quasilinealis Theobald 1907
- Culex quasipipiens Theobald 1901
- Culex raymondii Tamayo 1907
- Culex reesi Theobald 1901
- Culex revocator Dyar & Knab 1909
- Culex sericeus Theobald 1901
- Culex serotinus Philippi 1865
- Culex skusii Giles 1900
- Culex stoehri Theobald 1907
- Culex townsvillensis Taylor 1919
- Culex trilineatus Theobald 1901
- Culex zeltneri Neveu-Lemaire 1906